# قرار مجلس الأمن التابع للأمم المتحدة رقم 299
قرار مجلس الأمن التابع للأمم المتحدة رقم 299، الذي اعتمد بالإجماع في 30 سبتمبر 1971، بعد النظر في طلب عمان للانضمام إلى عضوية الأمم المتحدة، أوصى المجلس الجمعية العامة بقبول عمان.